# Spalgis baiongus
Spalgis baiongus är en fjärilsart som beskrevs av Sir Keith Cantlie och Norman 1960. Spalgis baiongus ingår i släktet Spalgis och familjen juvelvingar. Inga underarter finns listade i Catalogue of Life.